# Taophila
Taophila là một chi bọ cánh cứng trong họ Chrysomelidae.
Chi này được miêu tả khoa học năm 1916 bởi Heller.

## Các loài
Các loài trong chi này gồm:
- Taophila mantillerii Jolivet, Verma & Mille, 2007
- Taophila nigrans Jolivet, Verma & Mille, 2007